# زمین‌لرزه ۱۳۴۰ لار
زمین‌لرزه ایران در تاریخ ۱۱ ژوئن ۱۹۶۱ میلادی، برابر با ‎۲۱ خرداد ۱۳۴۰، ساعت ۵:۱۰:۲۴ به زمان یوتی‌سی در ایران رخ داد. ژرفای این زلزله ۳٫۸ کیلومتر بود. بزرگی آن ۶٫۸ در مقیاس Ms اعلام شده‌است. زمین‌لرزه به وقت محلی در روز یکشنبه، ساعت ۸٫۵ روی داده و منطقه زمانی آن یوتی‌سی +۳٫۵ بوده‌است .
سازمان زمین‌شناسی آمریکا نیز جای این زمین‌لرزه را در مختصات ۲۷°۵۴′شمالی ۵۴°۳۶′شرقی / ۲۷٫۹°شمالی ۵۴٫۶°شرقی و بزرگی آن را برابر با ۶٫۶ در مقیاس ریشتر اعلام کرده‌است. ژرفای گزارش شده از سوی این سازمان ۳۷ کیلومتر می‌باشد.
شمار کشتگان زلزله حدود ۶۱ نفر بوده‌است. تعداد زخمیان ۶۰ نفر برآورده شده‌است.